# 松井聪
松井聪（日语：／ Matsui Satoshi，1915年3月12日—？），日本前男子篮球运动员。他曾代表日本国家队参加了1936年夏季奥林匹克运动会男子篮球比赛，最终队伍获得第九名。他毕业于京都大学。